# Bergens Tidende

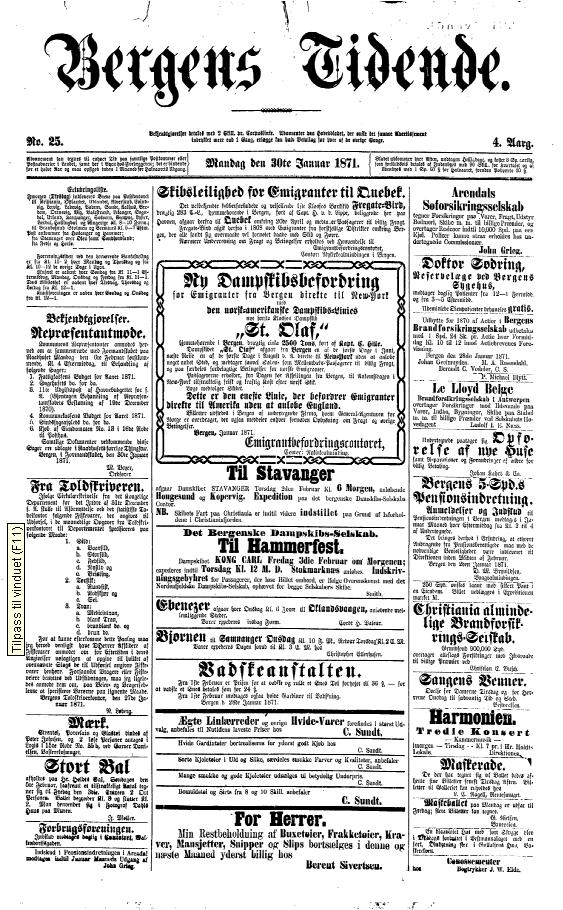
Bergens Tidene vom 30. Januar 1871

Bergens Tidende (BT) ist eine in Bergen in Vestland (Norwegen) herausgegebene Tageszeitung. Die Zeitung erscheint täglich, samstags mit einer Magazinbeilage (BT Magasinet) und seit September 2006 im Tabloidformat. Chefredakteurin ist Frøy Gudbrandsen. Eigentümer der Bergens Tidende ist Schibsted Norge AS.
Die von Johan Wilhelm Eide begründete Zeitung erschien erstmals am 2. Januar 1868. Damit ist sie eine der ältesten Zeitungen Norwegens.
Die Nettoauflage betrug 2010 werktags 82.432 Exemplare und sonntags 80.971 Exemplare. Gemessen an der Auflage ist Bergens Tidende die viertgrößte Zeitung Norwegens.